# Wilkanów
Wilkanów (niem. Wölfelsdorf) – wieś w Polsce położona w województwie dolnośląskim, w powiecie kłodzkim, w gminie Bystrzyca Kłodzka.

## Położenie
Wilkanów to bardzo duża wieś łańcuchowa o długości około 6,1 km, leżąca we wschodniej części Rowu Górnej Nysy, u podnóża Masywu Śnieżnika, na wysokości około 375–465 m n.p.m.
Wsi podlega osada Góra Igliczna.

## Historia
Wilkanów powstał na początku XIII wieku, pierwsza wzmianka o miejscowości pochodzi z 1294 roku. Od 1294 do 1315 wieś była w posiadaniu cystersów z Kamieńca Ząbkowickiego, a następnie stanowiła własność magnacką. W połowie XIV wieku we wsi był kościół i proboszcz. W czasie wojen husyckich Wilkanów kilkakrotnie ucierpiał, a w czasie wojny trzydziestoletniej w roku 1642 mieszkańcy miejscowości opuścili ją, uciekając przed zbliżającymi się wojskami szwedzkimi. Po wojnie właścicielem wsi został hrabia von Althann, który w latach 1681-1686 wybudował okazały pałac.  W roku 1840 Wilkanów był jedną z największych wsi na tych terenach, były tu: kościół, szkoła, trzy młyny wodne, wytwórnia starki i browar. W XIX wieku Wilkanów stał się letniskiem i punktem wypadowym dla turystów udających się na wycieczki w Masyw Śnieżnika. Po 1945 roku miejscowość pozostała wsią typowo rolnicza, zanikła natomiast funkcja letniskowa.
W latach 1945–1954 siedziba gminy Wilkanów. W latach 1975–1998 miejscowość administracyjnie należała do województwa wałbrzyskiego.

## Zabytki
Do wojewódzkiego rejestru zabytków wpisane są obiekty:
- kościół pw. św. Jerzego, parafialny z drugiej połowy XVIII w., barokowy, z bogatym wyposażeniem wnętrza m.in. ołtarz główny został wykonany przez czeskiego rzeźbiarza Ondřeja Zahnera. Ambona natomiast jest dziełem warsztatu Michaela Klahra starszego[potrzebny przypis].
- kaplica grobowa rodzin Reinsch i Spittel na cmentarzu kościelnym, z XIX w.,
- Plebania w Wilkanowie, z 1773,
- zespół pałacowy, z XVII-XVIII wieku:
  - pałac z 1686[5], obecnie ruina
  - park,
  - dom ogrodnika, obecnie dom nr 127, z pierwszej ćwierci XVIII w.,
  - oranżeria, obecnie dom nr 130, z pierwszej ćwierci XVIII w.,
- szpital, obecnie dom nr 138, drewniany, połowa XIX w.,
- dom nr 164, drewniany, z pierwszej połowy XIX w..

## Szlaki turystyczne
Przez Wilkanów przechodzi  Główny Szlak Sudecki z Długopola-Zdroju na Igliczną.

## Demografia
Jest największą miejscowością gminy Bystrzyca Kłodzka. Według Narodowego Spisu Powszechnego liczyła 1129 mieszkańców (III 2011).

## Sport
W Wilkanowie działa klub piłkarski o nazwie Igliczna Wilkanów. Zespół ten występuje w najniższej klasie rozgrywek piłkarskich: Klasa B, grupa: Kłodzko I. W sezonie 2013/2014 Igliczna zajęła 2. miejsce ustępując jedynie drużynie MLKS Radków.

## Galeria

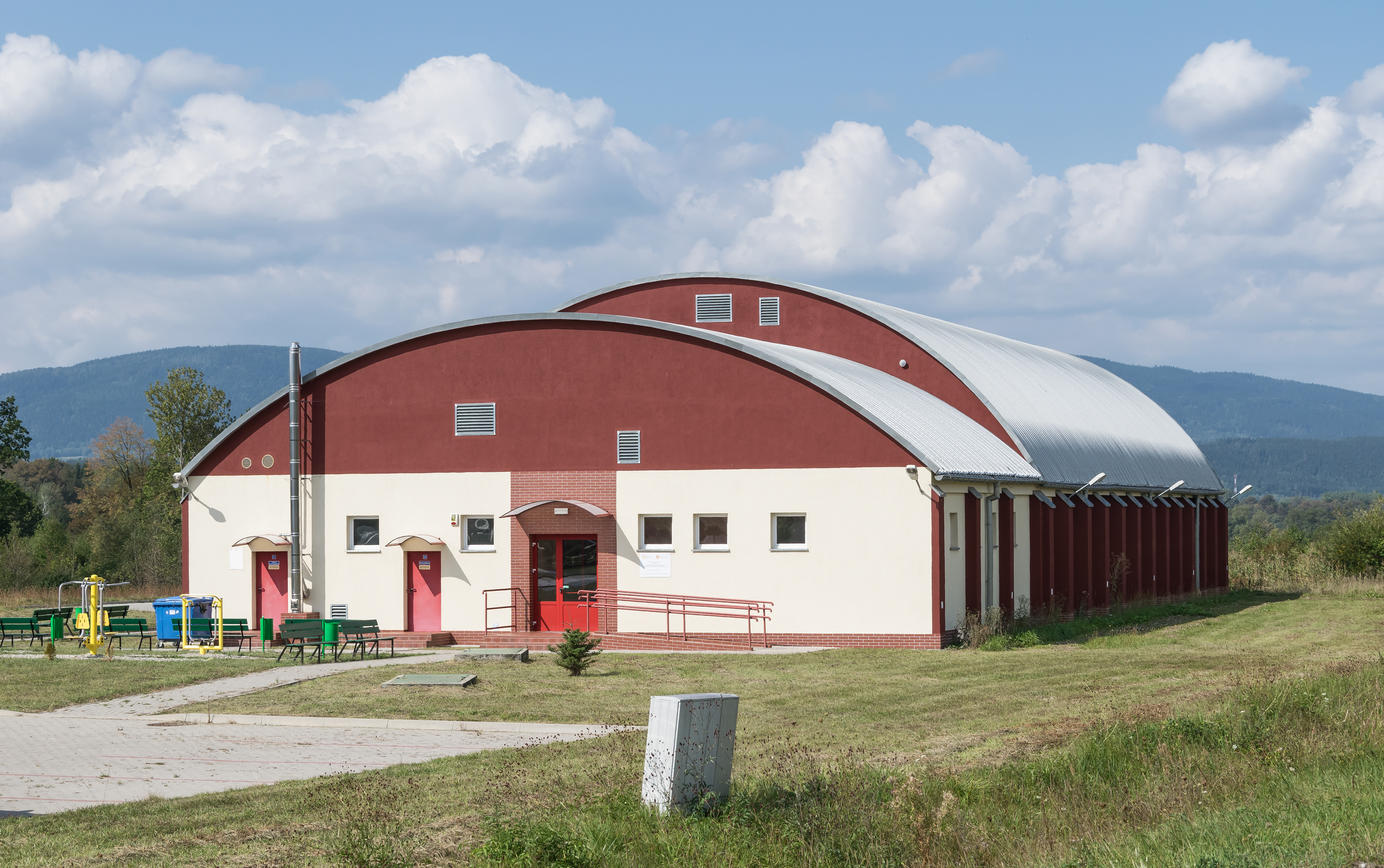
Sala gimnastyczna
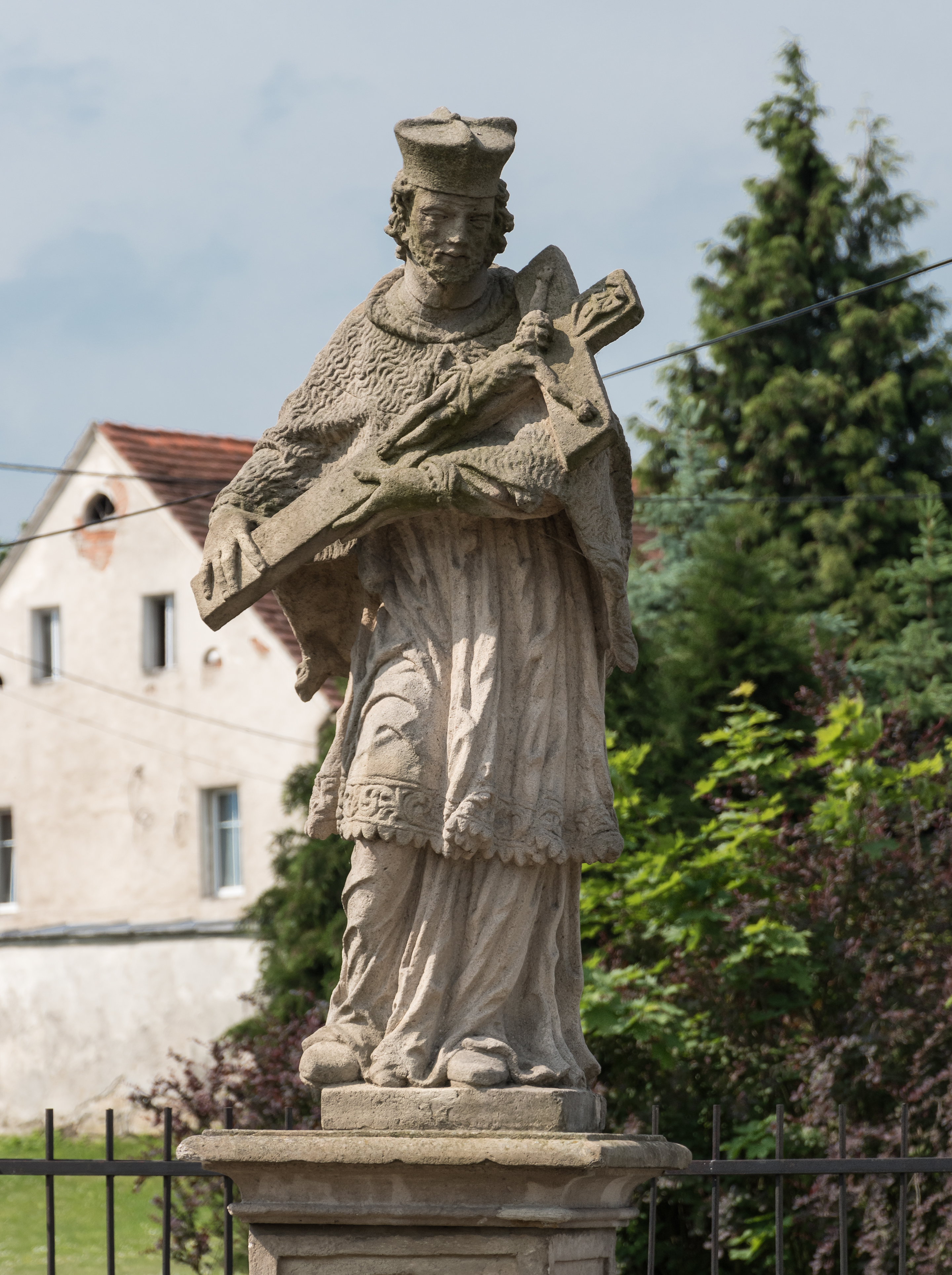
Figura św. Jana Nepomucena
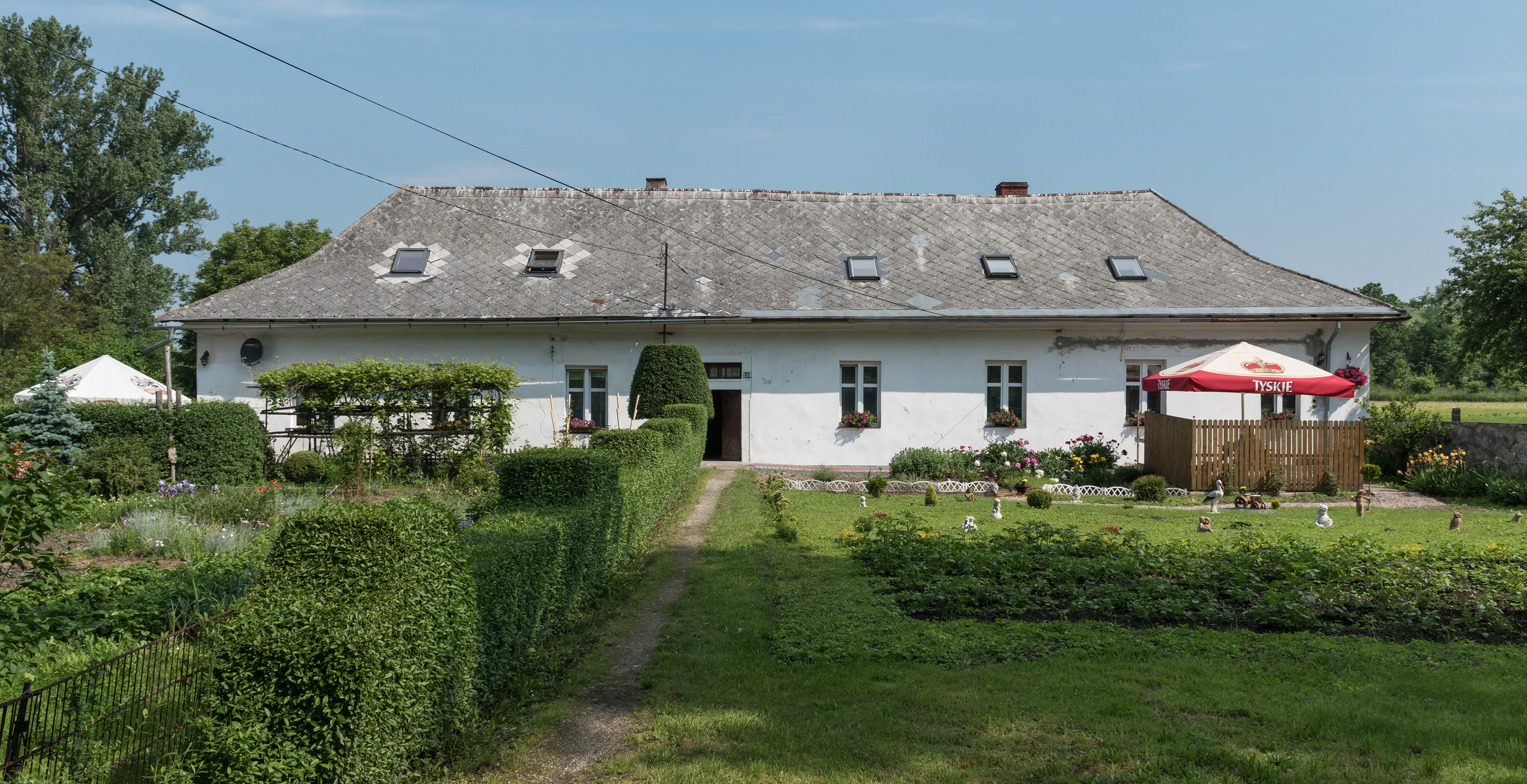
Dom nr 130
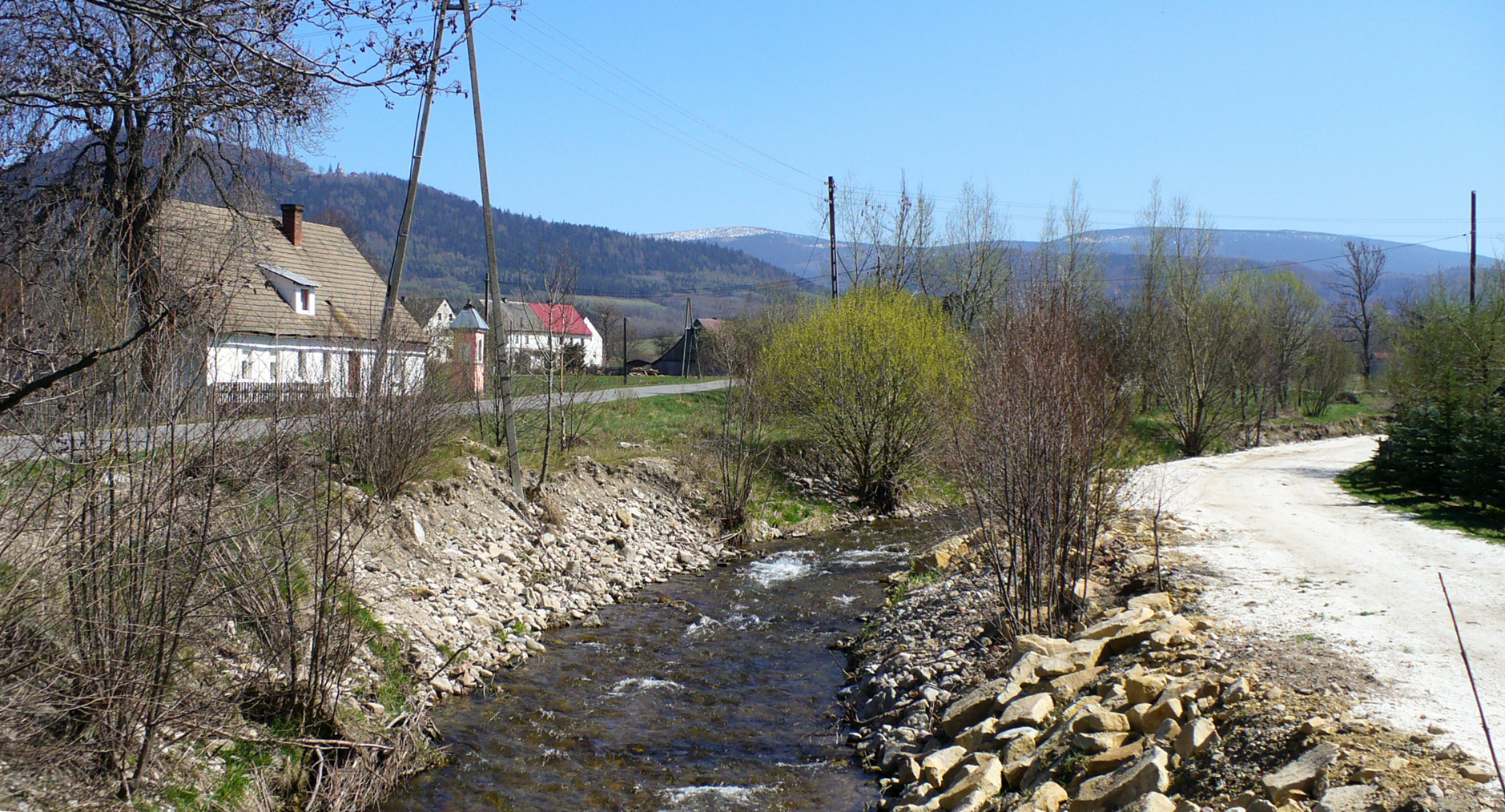
Rzeka Wilczka
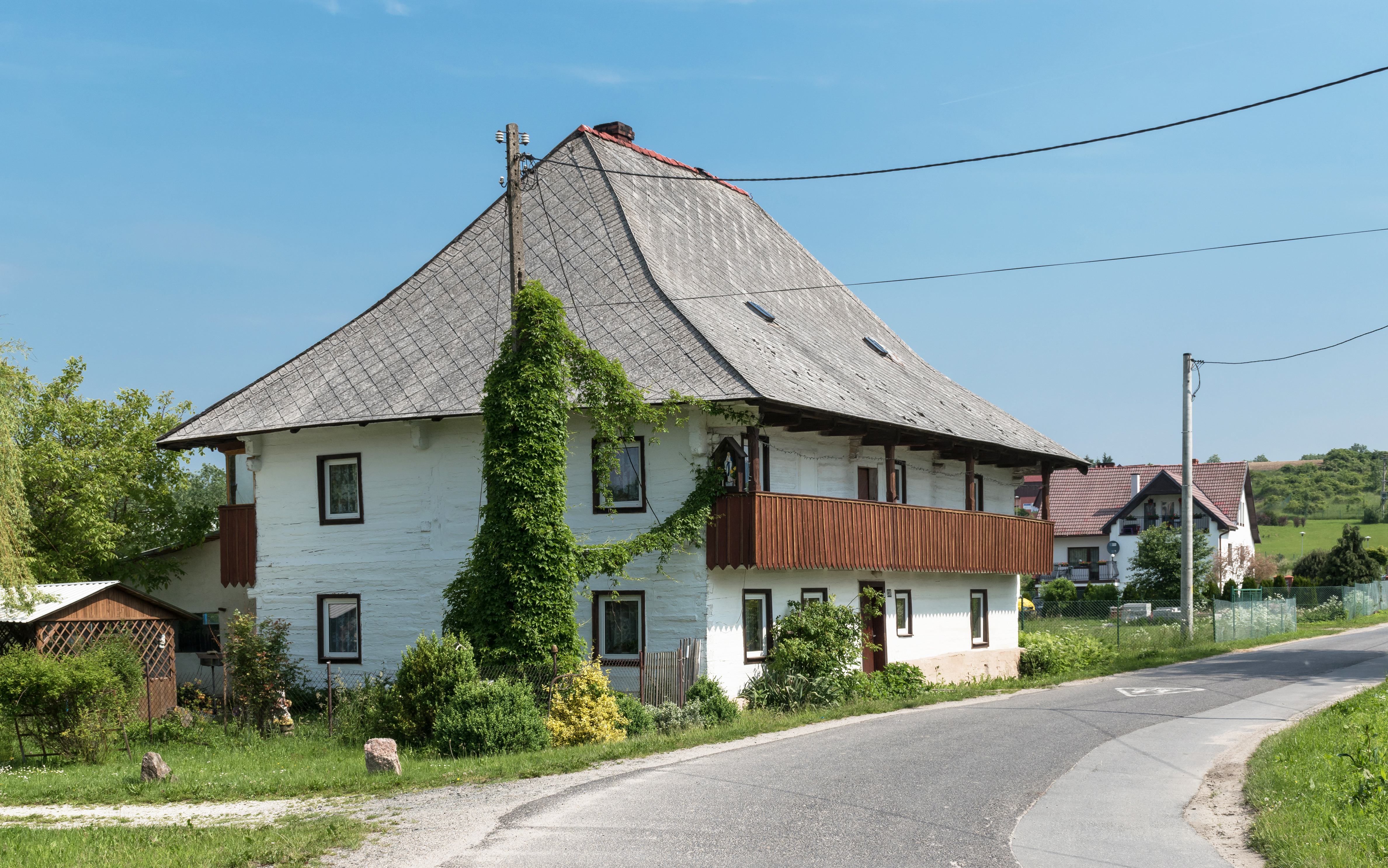
Dom nr 138
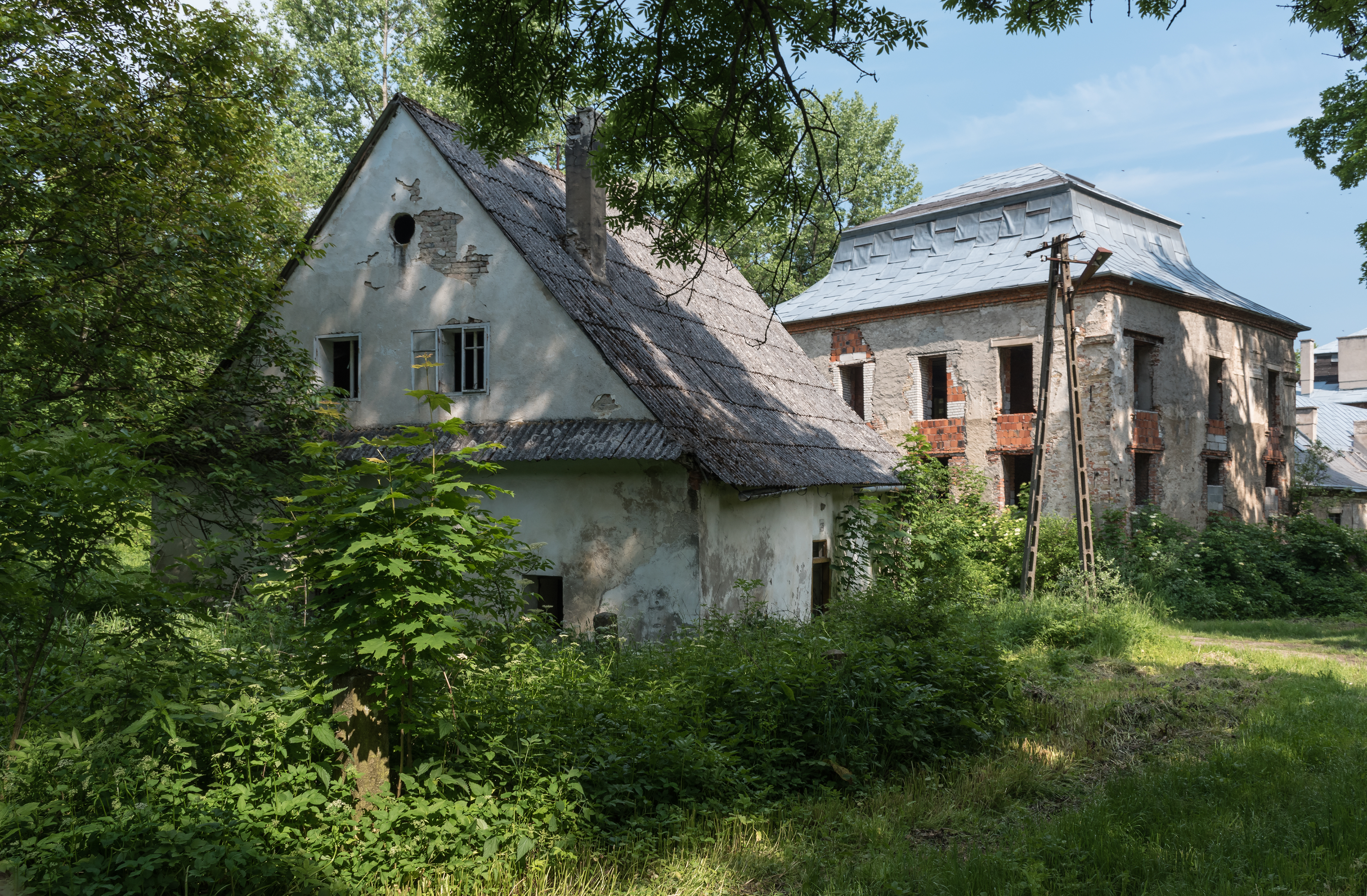
Pałac w Wilkanowie
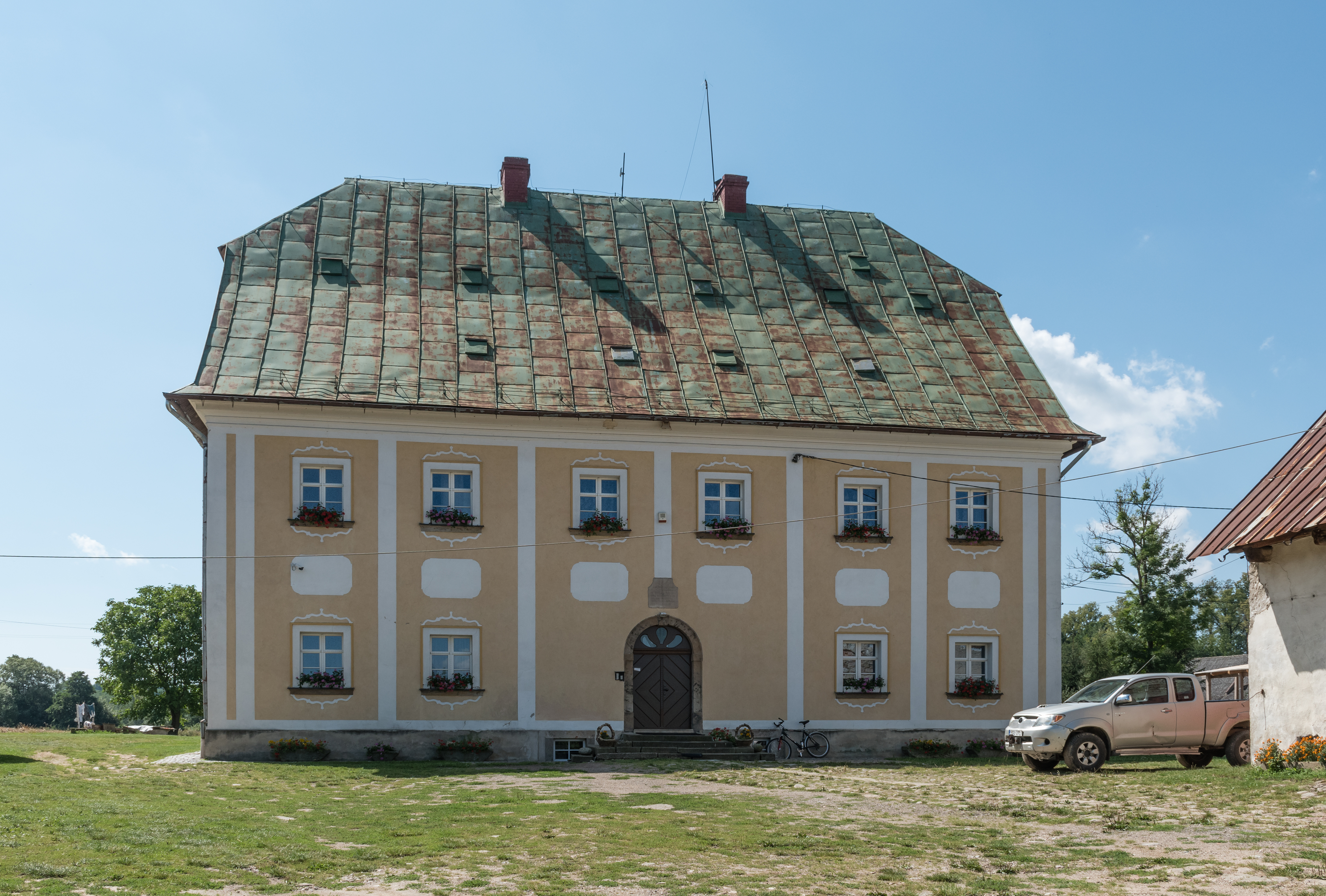
Zabytkowa plebania
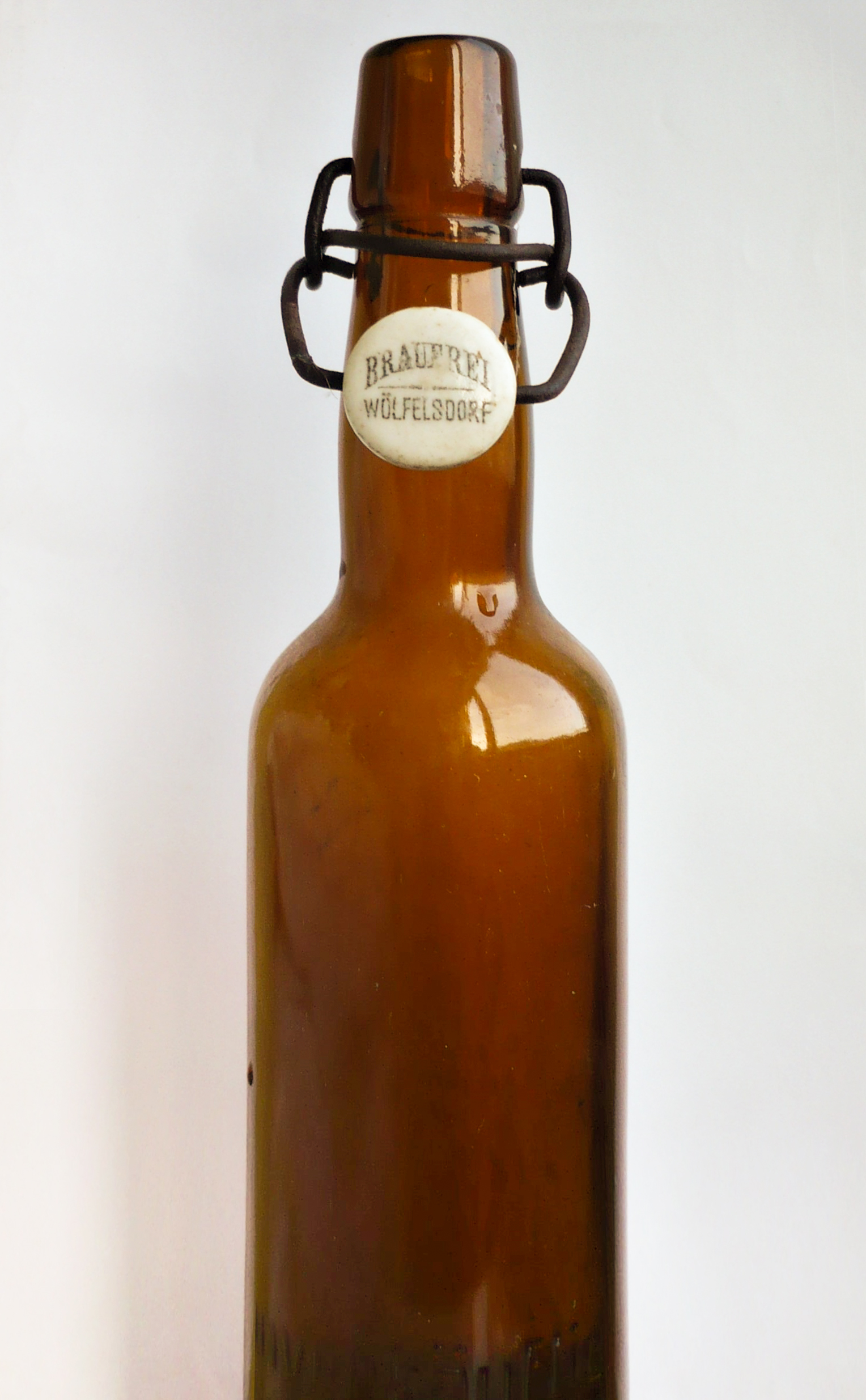
Butelka z browaru Wilkanów (Brauerei Wölfelsdorf)